# Campeonato Mundial de Voleibol Masculino Sub-21 de 2009
O Campeonato Mundial de Voleibol Masculino Sub-21 de 2009 foi a 15ª edição da competição, disputada entre 16 seleções mundiais, no período 31 de julho a 9 de agosto de 2009, sendo realizada na cidade indiana Pune.
A edição foi vencida pela Seleção Brasileira que conquistou seu quarto título na categoria e o jogador deste time Maurício Borges foi premiado como Melhor Jogador (MVP)

## Equipes qualificadas
| Torneio de qualificação                  | ! Data                               | Sede            | Vagas | Qualificados   | Última participação |
| ---------------------------------------- | ------------------------------------ | --------------- | ----- | -------------- | ------------------- |
| País-sede                                | 2008                                 | Lausana         | 1     | Índia          | 2005                |
| Campeonato Europeu Sub-21 de 2008        | 30 de agosto a 7 de setembro de 2008 | Brno            | 1     | França         | 2001                |
| Campeonato NORCECA de 2008               | 14 a 22 de agosto de 2010            | San Salvador    | 3     | Cuba           | 2007                |
| Campeonato NORCECA de 2008               | 14 a 22 de agosto de 2010            | San Salvador    | 3     | Canadá         | 2003                |
| Campeonato NORCECA de 2008               | 14 a 22 de agosto de 2010            | San Salvador    | 3     | Estados Unidos | 2007                |
| Campeonato Asiático de 2008              | 23 a 31 de agosto de 2008            | Teerã           | 2     | Irã            | 2007                |
| Campeonato Asiático de 2008              | 23 a 31 de agosto de 2008            | Teerã           | 2     | China          | 2003                |
| Campeonato Sul-Americano de 2008         | 8 a 12 de outubro de 2008            | Poços de Caldas | 2     | Argentina      | 2007                |
| Campeonato Sul-Americano de 2008         | 8 a 12 de outubro de 2008            | Poços de Caldas | 2     | Brasil         | 2007                |
| Campeonato Africano de 2008              | 23 a 30 de agosto 2008               | Tunis           | 2     | Tunísia        | 2005                |
| Campeonato Africano de 2008              | 23 a 30 de agosto 2008               | Tunis           | 2     | Egito          | 2007                |
| Qualificatório Europeu de 2009 (Grupo A) | 17 de abril a 17 de maio de 2009     | Samokov         | 1     | Bélgica        | Estreante           |
| Qualificatório Europeu de 2009 (Grupo B) | 17 de abril a 17 de maio de 2009     | Moscovo         | 1     | Rússia         | 2007                |
| Qualificatório Europeu de 2009 (Grupo C) | 17 de abril a 17 de maio de 2009     | Zagreb          | 1     | Grécia         | 2001                |
| Qualificatório Europeu de 2009 (Grupo D) | 17 de abril a 17 de maio de 2009     | La Spezia       | 1     | Polônia        | 2003                |
| Qualificatório Europeu de 2009 (Grupo E) | 17 de abril a 17 de maio de 2009     | Alanya          | 1     | Bielorrússia   | Estreante           |
| Total                                    |                                      |                 | 16    |                |                     |

## Locais dos jogos
| Local 2                               |
| ------------------------------------- |
| Pune, Índia                           |
| Balewadi Sports Complex - Boxing Hall |
| Capacidade:3 500                      |

| Local 1                                  |
| ---------------------------------------- |
| Pune, Índia                              |
| Balewadi Sports Complex - Badminton Hall |
| Capacidade:3 500                         |

## Formato de disputa
As 16 representações foram divididas proporcionalmente em quatro grupos. As seleções jogaram dentro de seus respectivos grupos sistema de pontos corridos. As duas melhores equipes de cada grupo compuseram os Grupos E e F, persistindo na luta pelo título; já as de classificação inferior foram reunidas nos Grupos G e H, no qual visaram as posições inferiores do nono ao décimo sexto lugares.
Na segunda fase, as duas melhores equipes dos Grupos E e F, se enfrentaram em cruzamento olímpico nas semifinais; já os times eliminados disputaram as posições do quinto ao oitavo lugares.Os vencedores das semifinais se enfrentaram na sinal e os perdedores na  disputa pelo bronze.

## Primeira fase
|  | Qualificados para a Segunda Fase (Grupo E ou F) |
|  | Qualificados para a Segunda Fase (Grupo G ou H) |

### Grupo A
Classificação
|     |                |     | Jogos | Jogos | Jogos | Pontos | Pontos | Pontos | Sets | Sets | Sets  |
| Pos | Equipe         | Pts | T     | V     | D     | V      | P      | R      | V    | P    | R     |
| --- | -------------- | --- | ----- | ----- | ----- | ------ | ------ | ------ | ---- | ---- | ----- |
| 1   | Índia          | 7   | 3     | 2     | 1     | 255    | 208    | 1.226  | 8    | 3    | 2.667 |
| 2   | Estados Unidos | 6   | 3     | 2     | 1     | 266    | 256    | 1.039  | 6    | 5    | 1.200 |
| 3   | Bielorrússia   | 5   | 3     | 2     | 1     | 308    | 297    | 1.037  | 7    | 6    | 1.167 |
| 4   | Tunísia        | 0   | 3     | 0     | 3     | 203    | 271    | 0.749  | 2    | 9    | 0.222 |

Resultados
| Data   | Hora  |                   | Placar |                   | Set 1 | Set 2 | Set 3 | Set 4 | Set 5 | Total   | Relatório |
| ------ | ----- | ----------------- | ------ | ----------------- | ----- | ----- | ----- | ----- | ----- | ------- | --------- |
| 31 jul | 10:00 | 'Estados Unidos ' | 3–1    | Bielorrússia      | 32–30 | 21–25 | 25–18 | 30–28 |       | 108–101 | 108–101   |
| 31 jul | 16:35 | Tunísia           | 0–3    | ' Índia'          | 11–25 | 15–25 | 13–25 |       |       | 39–75   | 39–75     |
| 1 ago  | 14:40 | Tunísia           | 1–3    | ' Estados Unidos' | 25–21 | 19–25 | 15–25 | 21–25 |       | 80–96   | 80–96     |
| 1 ago  | 18:45 | Índia             | 2–3    | ' Bielorrússia'   | 21–25 | 25–22 | 23–25 | 25–20 | 11–15 | 105–107 | 105–107   |
| 2 ago  | 14:35 | 'Bielorrússia '   | 3–1    | Tunísia           | 24–26 | 26–24 | 25–17 | 25–17 |       | 100–84  | 100–84    |
| 2 ago  | 19:15 | 'Índia '          | 3–0    | Estados Unidos    | 25–23 | 25–21 | 25–18 |       |       | 75–62   | 75–62     |

### Grupo B
Classificação
|     |         |     | Jogos | Jogos | Jogos | Pontos | Pontos | Pontos | Sets | Sets | Sets  |
| Pos | Equipe  | Pts | T     | V     | D     | V      | P      | R      | V    | P    | R     |
| --- | ------- | --- | ----- | ----- | ----- | ------ | ------ | ------ | ---- | ---- | ----- |
| 1   | Irã     | 9   | 3     | 3     | 0     | 268    | 205    | 1.307  | 9    | 2    | 4.500 |
| 2   | Bélgica | 6   | 3     | 2     | 1     | 219    | 201    | 1.090  | 6    | 3    | 2,000 |
| 3   | China   | 3   | 3     | 1     | 2     | 204    | 225    | 0.907  | 4    | 6    | 0.667 |
| 4   | Egito   | 0   | 3     | 0     | 3     | 191    | 251    | 0.761  | 1    | 9    | 0.111 |

Resultados
| Data   | Hora  |            | Placar |            | Set 1 | Set 2 | Set 3 | Set 4 | Set 5 | Total | Relatório |
| ------ | ----- | ---------- | ------ | ---------- | ----- | ----- | ----- | ----- | ----- | ----- | --------- |
| 31 jul | 10:00 | 'Irã '     | 3–0    | Bélgica    | 25–20 | 27–25 | 25–17 |       |       | 77–62 | 77–62     |
| 31 jul | 14:50 | 'China '   | 3–0    | Egito      | 25–16 | 25–20 | 25–17 |       |       | 75–53 | 75–53     |
| 1 ago  | 12:00 | 'Bélgica ' | 3–0    | Egito      | 25–12 | 32–30 | 25–21 |       |       | 82–63 | 82–63     |
| 1 ago  | 18:54 | 'Irã '     | 3–1    | China      | 25–15 | 22–25 | 25–15 | 25–13 |       | 97–68 | 97–68     |
| 2 ago  | 12:00 | China      | 0–3    | ' Bélgica' | 17–25 | 22–25 | 22–25 |       |       | 61–75 | 61–75     |
| 2 ago  | 14:00 | Egito      | 1–3    | ' Irã'     | 9–25  | 25–19 | 21–25 | 20–25 |       | 75–94 | 75–94     |

### Grupo C
Classificação
|     |           |     | Jogos | Jogos | Jogos | Pontos | Pontos | Pontos | Sets | Sets | Sets  |
| Pos | Equipe    | Pts | T     | V     | D     | V      | P      | R      | V    | P    | R     |
| --- | --------- | --- | ----- | ----- | ----- | ------ | ------ | ------ | ---- | ---- | ----- |
| 1   | Argentina | 7   | 3     | 2     | 1     | 283    | 249    | 1.137  | 8    | 4    | 2,000 |
| 2   | Cuba      | 5   | 3     | 2     | 1     | 250    | 235    | 1.064  | 6    | 5    | 1.200 |
| 3   | França    | 5   | 3     | 2     | 1     | 281    | 279    | 1.007  | 8    | 5    | 1.600 |
| 4   | Grécia    | 0   | 3     | 0     | 3     | 195    | 246    | 0.793  | 1    | 9    | 0.111 |

Resultados
| Data   | Hora  |              | Placar |              | Set 1 | Set 2 | Set 3 | Set 4 | Set 5 | Total   | Relatório |
| ------ | ----- | ------------ | ------ | ------------ | ----- | ----- | ----- | ----- | ----- | ------- | --------- |
| 31 jul | 12:35 | Cuba         | 0–3    | ' Argentina' | 20–25 | 29–31 | 16–25 |       |       | 65–81   | 65–81     |
| 31 jul | 14:35 | Grécia       | 0–3    | ' França'    | 18–25 | 20–25 | 24–26 |       |       | 62–76   | 62–76     |
| 1 ago  | 12:00 | 'França '    | 3–2    | Argentina    | 19–25 | 25–23 | 20–25 | 25–23 | 15–11 | 104–107 | 104–107   |
| 1 ago  | 16:50 | Grécia       | 0–3    | ' Cuba'      | 17–25 | 20–25 | 16–25 |       |       | 53–75   | 53–75     |
| 2 ago  | 12:00 | 'Cuba '      | 3–2    | França       | 23–25 | 25–22 | 25–16 | 22–25 | 15–13 | 110–101 | 110–101   |
| 2 ago  | 16:55 | 'Argentina ' | 3–1    | Grécia       | 20–25 | 25–22 | 25–16 | 25–17 |       | 95–80   | 95–80     |

### Grupo D
Classificação
|     |         |     | Jogos | Jogos | Jogos | Pontos | Pontos | Pontos | Sets | Sets | Sets  |
| Pos | Equipe  | Pts | T     | V     | D     | V      | P      | R      | V    | P    | R     |
| --- | ------- | --- | ----- | ----- | ----- | ------ | ------ | ------ | ---- | ---- | ----- |
| 1   | Brasil  | 9   | 3     | 3     | 0     | 253    | 203    | 1.246  | 9    | 1    | 9,000 |
| 2   | Rússia  | 5   | 3     | 2     | 1     | 296    | 308    | 0.961  | 7    | 6    | 1.167 |
| 3   | Canadá  | 2   | 3     | 1     | 2     | 248    | 276    | 0.899  | 4    | 8    | 0.500 |
| 4   | Polônia | 2   | 3     | 0     | 3     | 273    | 283    | 0.965  | 4    | 9    | 0.444 |

Resultados
| Data   | Hora  |           | Placar |           | Set 1 | Set 2 | Set 3 | Set 4 | Set 5 | Total   | Relatório |
| ------ | ----- | --------- | ------ | --------- | ----- | ----- | ----- | ----- | ----- | ------- | --------- |
| 31 jul | 12:10 | Polônia   | 2–3    | ' Canadá' | 25–19 | 21–25 | 25–15 | 20–25 | 11–15 | 102–99  | 102–99    |
| 31 jul | 16:40 | Rússia    | 1–3    | ' Brasil' | 28–30 | 16–25 | 25–23 | 19–25 |       | 88–103  | 88–103    |
| 1 ago  | 14:00 | 'Brasil ' | 3–0    | Canadá    | 25–21 | 25–22 | 25–13 |       |       | 75–56   | 75–56     |
| 1 ago  | 16:00 | 'Rússia ' | 3–2    | Polônia   | 32–30 | 21–25 | 16–25 | 25–22 | 15–10 | 109–112 | 109–112   |
| 2 ago  | 16:15 | Canadá    | 1–3    | ' Rússia' | 30–32 | 16–25 | 25–17 | 22–25 |       | 93–99   | 93–99     |
| 2 ago  | 19:12 | Polônia   | 0–3    | ' Brasil' | 18–25 | 23–25 | 18–25 |       |       | 59–75   | 59–75     |

## Segunda fase
|  | Qualificados para as Semifinais                   |
|  | Qualificados para a disputa do 5º ao 8º lugares   |
|  | Qualificados para a disputa do 9º ao 12º lugares  |
|  | Qualificados para a disputa do 13º ao 16º lugares |

### Grupo E
Classificação
|     |           |     | Jogos | Jogos | Jogos | Sets | Sets | Sets  | Pontos | Pontos | Pontos |
| Pos | Equipe    | Pts | T     | V     | D     | V    | P    | R     | V      | P      | R      |
| --- | --------- | --- | ----- | ----- | ----- | ---- | ---- | ----- | ------ | ------ | ------ |
| 1   | Argentina | 7   | 3     | 2     | 1     | 8    | 3    | 2.667 | 256    | 223    | 1.148  |
| 2   | Índia     | 4   | 3     | 2     | 1     | 6    | 7    | 0.857 | 278    | 288    | 0.965  |
| 3   | Rússia    | 4   | 3     | 1     | 2     | 5    | 6    | 0.833 | 252    | 247    | 1.020  |
| 4   | Bélgica   | 3   | 3     | 1     | 2     | 5    | 8    | 0.625 | 258    | 286    | 0.902  |

Resultados
| Data  | Hora  |              | Placar |              | Set 1 | Set 2 | Set 3 | Set 4 | Set 5 | Total   | Relatório |
| ----- | ----- | ------------ | ------ | ------------ | ----- | ----- | ----- | ----- | ----- | ------- | --------- |
| 4 ago | 12:00 | 'Bélgica '   | 3–2    | Argentina    | 22–25 | 25–21 | 28–26 | 21–25 | 15–9  | 111–106 | 111–106   |
| 4 ago | 19:00 | 'Índia '     | 3–2    | Rússia       | 25–22 | 26–28 | 33–31 | 22–25 | 15–11 | 121–117 | 121–117   |
| 5 ago | 14:00 | Bélgica      | 0–3    | ' Rússia'    | 21–25 | 13–25 | 17–25 |       |       | 51–75   | 51–75     |
| 5 ago | 18:00 | Índia        | 0–3    | ' Argentina' | 14–25 | 21–25 | 17–25 |       |       | 52–75   | 52–75     |
| 6 ago | 14:40 | 'Argentina ' | 3–0    | Rússia       | 25–19 | 25–23 | 25–18 |       |       | 75–60   | 75–60     |
| 6 ago | 18:25 | 'Índia '     | 3–2    | Bélgica      | 18–25 | 25–19 | 25–16 | 22–25 | 15–11 | 105–96  | 105–96    |

### Grupo F
Classificação
|     |                |     | Jogos | Jogos | Jogos | Sets | Sets | Sets  | Pontos | Pontos | Pontos |
| Pos | Equipe         | Pts | T     | V     | D     | V    | P    | R     | V      | P      | R      |
| --- | -------------- | --- | ----- | ----- | ----- | ---- | ---- | ----- | ------ | ------ | ------ |
| 1   | Brasil         | 9   | 3     | 3     | 0     | 9    | 1    | 9,000 | 247    | 204    | 1.211  |
| 2   | Cuba           | 6   | 3     | 2     | 1     | 6    | 3    | 2,000 | 208    | 207    | 1.005  |
| 3   | Irã            | 2   | 3     | 1     | 2     | 3    | 8    | 0.375 | 231    | 249    | 0.928  |
| 4   | Estados Unidos | 1   | 3     | 0     | 3     | 3    | 9    | 0.333 | 254    | 280    | 0.907  |

Resultados
| Data  | Hora  |                | Placar |                | Set 1 | Set 2 | Set 3 | Set 4 | Set 5 | Total  | Relatório |
| ----- | ----- | -------------- | ------ | -------------- | ----- | ----- | ----- | ----- | ----- | ------ | --------- |
| 4 ago | 14:50 | Estados Unidos | 1–3    | ' Brasil'      | 21–25 | 23–25 | 25–22 | 17–25 |       | 86–97  | 86–97     |
| 4 ago | 17:06 | Irã            | 0–3    | ' Cuba'        | 18–25 | 23–25 | 22–25 |       |       | 63–75  | 63–75     |
| 5 ago | 12:00 | Estados Unidos | 0–3    | ' Cuba'        | 23–25 | 23–25 | 23–25 |       |       | 69–75  | 69–75     |
| 5 ago | 16:00 | Irã            | 0–3    | ' Brasil'      | 20–25 | 22–25 | 18–25 |       |       | 60–75  | 60–75     |
| 6 ago | 12:00 | 'Irã '         | 3–2    | Estados Unidos | 23–25 | 25–21 | 25–18 | 20–25 | 15–10 | 108–99 | 108–99    |
| 6 ago | 16:40 | 'Brasil '      | 3–0    | Cuba           | 25–22 | 25–14 | 25–22 |       |       | 75–58  | 75–58     |

### Grupo G
Classificação
|     |              |     | Jogos | Jogos | Jogos | Pontos | Pontos | Pontos | Sets | Sets | Sets  |
| Pos | Equipe       | Pts | T     | V     | D     | V      | P      | R      | V    | P    | R     |
| --- | ------------ | --- | ----- | ----- | ----- | ------ | ------ | ------ | ---- | ---- | ----- |
| 1   | Polônia      | 8   | 3     | 3     | 0     | 275    | 257    | 1.070  | 9    | 3    | 3,000 |
| 2   | França       | 7   | 3     | 2     | 1     | 274    | 249    | 1.100  | 8    | 4    | 2,000 |
| 3   | Bielorrússia | 3   | 3     | 1     | 2     | 214    | 235    | 0.911  | 3    | 7    | 0.429 |
| 4   | Egito        | 0   | 3     | 0     | 3     | 260    | 282    | 0.922  | 3    | 9    | 0.333 |

Resultados
| Data  | Hora  |                 | Placar |            | Set 1 | Set 2 | Set 3 | Set 4 | Set 5 | Total   | Relatório |
| ----- | ----- | --------------- | ------ | ---------- | ----- | ----- | ----- | ----- | ----- | ------- | --------- |
| 4 ago | 12:00 | Egito           | 1–3    | ' França'  | 23–25 | 19–25 | 25–18 | 19–25 |       | 86–93   | 86–93     |
| 4 ago | 14:20 | Bielorrússia    | 0–3    | ' Polônia' | 19–25 | 23–25 | 20–25 |       |       | 62–75   | 62–75     |
| 5 ago | 12:00 | Bielorrússia    | 0–3    | ' França'  | 20–25 | 18–25 | 23–25 |       |       | 61–75   | 61–75     |
| 5 ago | 16:35 | Egito           | 1–3    | ' Polônia' | 22–25 | 21–25 | 25–23 | 21–25 |       | 89–98   | 89–98     |
| 6 ago | 16:45 | França          | 2–3    | ' Polônia' | 24–26 | 25–20 | 25–16 | 20–25 | 12–15 | 106–102 | 106–102   |
| 6 ago | 12:00 | 'Bielorrússia ' | 3–1    | Egito      | 15–25 | 25–19 | 26–24 | 25–17 |       | 91–85   | 91–85     |

### Grupo H
Classificação
|     |         |     | Jogos | Jogos | Jogos | Pontos | Pontos | Pontos | Sets | Sets | Sets  |
| Pos | Equipe  | Pts | T     | V     | D     | V      | P      | R      | V    | P    | R     |
| --- | ------- | --- | ----- | ----- | ----- | ------ | ------ | ------ | ---- | ---- | ----- |
| 1   | China   | 7   | 3     | 3     | 0     | 295    | 251    | 1.175  | 9    | 4    | 2.250 |
| 2   | Canadá  | 7   | 3     | 2     | 1     | 286    | 283    | 1.011  | 8    | 5    | 1.600 |
| 3   | Grécia  | 3   | 3     | 1     | 2     | 290    | 313    | 0.927  | 6    | 8    | 0.750 |
| 4   | Tunísia | 1   | 3     | 0     | 3     | 248    | 272    | 0.912  | 3    | 9    | 0.333 |

Resultados
| Data  | Hora  |           | Placar |           | Set 1 | Set 2 | Set 3 | Set 4 | Set 5 | Total   | Relatório |
| ----- | ----- | --------- | ------ | --------- | ----- | ----- | ----- | ----- | ----- | ------- | --------- |
| 4 ago | 16:18 | Tunísia   | 1–3    | ' Canadá' | 25–20 | 20–25 | 18–25 | 23–25 |       | 86–95   | 86–95     |
| 4 ago | 18:40 | 'China '  | 3–2    | Grécia    | 25–23 | 23–25 | 24–26 | 25–12 | 15–13 | 112–99  | 112–99    |
| 5 ago | 19:00 | 'China '  | 3–2    | Canadá    | 25–18 | 20–25 | 23–25 | 25–17 | 15–12 | 108–97  | 108–97    |
| 5 ago | 14:00 | Tunísia   | 2–3    | ' Grécia' | 25–15 | 23–25 | 21–25 | 25–22 | 13–15 | 107–102 | 107–102   |
| 6 ago | 14:20 | 'Canadá ' | 3–1    | Grécia    | 26–24 | 18–25 | 25–22 | 25–18 |       | 94–89   | 94–89     |
| 6 ago | 19:25 | 'China '  | 3–0    | Tunísia   | 25–15 | 25–18 | 25–22 |       |       | 75–55   | 75–55     |

## Fase final

### Classificação 13º ao 16º lugares
| Data  | Hora  |              | Placar |            | Set 1 | Set 2 | Set 3 | Set 4 | Set 5 | Total   | Relatório |
| ----- | ----- | ------------ | ------ | ---------- | ----- | ----- | ----- | ----- | ----- | ------- | --------- |
| 8 ago | 12:00 | Grécia       | 2–3    | ' Egito'   | 23–25 | 25–21 | 22–25 | 25–23 | 11–15 | 106–109 | 106–109   |
| 8 ago | 14:45 | Bielorrússia | 1–3    | ' Tunísia' | 25–17 | 19–25 | 24–26 | 22–25 |       | 90–93   | 90–93     |

### Classificação 9º ao 12º lugares
| Data  | Hora  |            | Placar |           | Set 1 | Set 2 | Set 3 | Set 4 | Set 5 | Total | Relatório |
| ----- | ----- | ---------- | ------ | --------- | ----- | ----- | ----- | ----- | ----- | ----- | --------- |
| 8 ago | 17:10 | China      | 0–3    | ' França' | 16–25 | 21–25 | 22–25 |       |       | 59–75 | 59–75     |
| 8 ago | 18:55 | 'Polônia ' | 3–0    | Canadá    | 25–18 | 25–18 | 25–21 |       |       | 75–57 | 75–57     |

### Classificação 5º ao 8º lugares
| Data  | Hora  |           | Placar |                | Set 1 | Set 2 | Set 3 | Set 4 | Set 5 | Total | Relatório |
| ----- | ----- | --------- | ------ | -------------- | ----- | ----- | ----- | ----- | ----- | ----- | --------- |
| 8 ago | 12:00 | Irã       | 0–3    | ' Bélgica'     | 19–25 | 24–26 | 18–25 |       |       | 61–76 | 61–76     |
| 8 ago | 14:00 | 'Rússia ' | 3–0    | Estados Unidos | 25–19 | 25–18 | 25–18 |       |       | 75–55 | 75–55     |

### Semifinais
| Data  | Hora  |           | Placar |         | Set 1 | Set 2 | Set 3 | Set 4 | Set 5 | Total  | Relatório |
| ----- | ----- | --------- | ------ | ------- | ----- | ----- | ----- | ----- | ----- | ------ | --------- |
| 8 ago | 16:00 | Argentina | 1–3    | ' Cuba' | 19–25 | 18–25 | 26–24 | 20–25 |       | 83–99  | 83–99     |
| 8 ago | 18:28 | 'Brasil ' | 3–2    | Índia   | 25–19 | 17–25 | 25–19 | 23–25 | 15–9  | 105–97 | 105–97    |

### Décimo quinto lugar
| Data  | Hora  |        | Placar |                 | Set 1 | Set 2 | Set 3 | Set 4 | Set 5 | Total | Relatório |
| ----- | ----- | ------ | ------ | --------------- | ----- | ----- | ----- | ----- | ----- | ----- | --------- |
| 9 ago | 10:00 | Grécia | 0–3    | ' Bielorrússia' | 23–25 | 16–25 | 22–25 |       |       | 61–75 | 61–75     |

### Décimo terceiro lugar
| Data  | Hora  |          | Placar |         | Set 1 | Set 2 | Set 3 | Set 4 | Set 5 | Total  | Relatório |
| ----- | ----- | -------- | ------ | ------- | ----- | ----- | ----- | ----- | ----- | ------ | --------- |
| 9 ago | 12:00 | 'Egito ' | 3–2    | Tunísia | 25–16 | 20–25 | 23–25 | 25–20 | 15–13 | 108–99 | 108–99    |

### Décimo primeiro lugar
| Data  | Hora  |          | Placar |        | Set 1 | Set 2 | Set 3 | Set 4 | Set 5 | Total   | Relatório |
| ----- | ----- | -------- | ------ | ------ | ----- | ----- | ----- | ----- | ----- | ------- | --------- |
| 9 ago | 14:40 | 'China ' | 3–2    | Canadá | 21–25 | 18–25 | 26–24 | 25–22 | 15–8  | 105–104 | 105–104   |

### Nono lugar
| Data  | Hora  |        | Placar |            | Set 1 | Set 2 | Set 3 | Set 4 | Set 5 | Total | Relatório |
| ----- | ----- | ------ | ------ | ---------- | ----- | ----- | ----- | ----- | ----- | ----- | --------- |
| 9 ago | 17:05 | França | 0–3    | ' Polônia' | 14–25 | 23–25 | 17–25 |       |       | 54–75 | 54–75     |

### Sétimo lugar
| Data  | Hora  |        | Placar |                | Set 1 | Set 2 | Set 3 | Set 4 | Set 5 | Total | Relatório |
| ----- | ----- | ------ | ------ | -------------- | ----- | ----- | ----- | ----- | ----- | ----- | --------- |
| 9 ago | 12:00 | ' Irã' | 3–1    | Estados Unidos | 22–25 | 25–17 | 25–12 | 25–18 |       | 97–72 | 97–72     |

### Quinto lugar
| Data  | Hora  |         | Placar |           | Set 1 | Set 2 | Set 3 | Set 4 | Set 5 | Total | Relatório |
| ----- | ----- | ------- | ------ | --------- | ----- | ----- | ----- | ----- | ----- | ----- | --------- |
| 9 ago | 14:10 | Bélgica | 1–3    | ' Rússia' | 25–23 | 18–25 | 18–25 | 15–25 |       | 76–98 | 76–98     |

### Terceiro lugar
| Data  | Hora  |       | Placar |              | Set 1 | Set 2 | Set 3 | Set 4 | Set 5 | Total | Relatório |
| ----- | ----- | ----- | ------ | ------------ | ----- | ----- | ----- | ----- | ----- | ----- | --------- |
| 9 ago | 16:25 | Índia | 0–3    | ' Argentina' | 19–25 | 16–25 | 22–25 |       |       | 57–75 | 57–75     |

### Final
| Data  | Hora  |           | Placar |      | Set 1 | Set 2 | Set 3 | Set 4 | Set 5 | Total   | Relatório |
| ----- | ----- | --------- | ------ | ---- | ----- | ----- | ----- | ----- | ----- | ------- | --------- |
| 9 ago | 18:20 | 'Brasil ' | 3–2    | Cuba | 30–28 | 21–25 | 25–22 | 23–25 | 15–8  | 114–108 | 114–108   |